# Jongleringsring

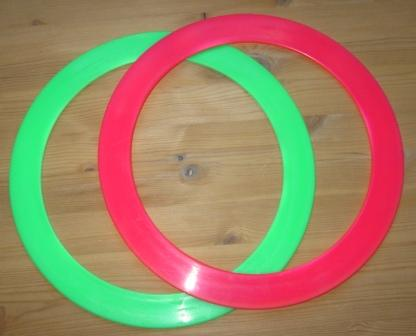
Jongleringsringar

En jongleringsring är ett jongleringsredskap oftast gjort av plast i form av en ring. Ringar används ofta när man vill jonglera riktigt många objekt.